# 섬싱 오풀
섬싱 오풀(영어: Something Awful 줄여서 SA)은 1999년 리처드 로텍스 캰카에 의해 설립된 미국의 유머사이트이다. 사이트 설립 이래 수많은 인터넷 문화에 영향을 주거나 다양한 인터넷 밈을 만들어 냈다.
이 사이트가 만들어진 후 현재 약 165000개의 계정이 가입되어 있으며 사이트 차원에서 여러 사회 사건에 참여한 바 있으며 대표적으로 스팸 대비 조기 경보 체제, 허리케인 카트리나 기부 기금 모음 등이 있다.

## 같이 보기
- 4chan
- 디그
- 드라마티카 백과사전
- Know Your Meme
- 뉴스 애그리게이터
- 레딧